# Killduff (Iowa)
Killduff est une communauté non incorporée du comté de Jasper en Iowa.
Elle a un bureau de poste qui a ouvert en 1883. Elle a été par le passé sur le tracé de la ligne Minneapolis and St. Louis Railway.